# Apprentissage de représentations
 (mai 2022).
En apprentissage automatique, l'apprentissage des caractéristiques ou apprentissage des représentations est un ensemble de techniques qui permet à un système de découvrir automatiquement les représentations nécessaires à la détection ou à la classification des caractéristiques à partir de données brutes. Cela remplace l'ingénierie manuelle des fonctionnalités et permet à une machine d'apprendre les fonctionnalités et de les utiliser pour effectuer une tâche spécifique.
L'apprentissage des fonctionnalités est motivé par le fait que les tâches d'apprentissage automatique telles que la classification nécessitent souvent des entrées qui sont mathématiquement et informatiquement pratiques à traiter. Cependant, les données du monde réel telles que les images, les vidéos et les données de capteurs n'ont pas cédé aux tentatives de définition algorithmique de caractéristiques spécifiques. Une alternative consiste à découvrir ces caractéristiques ou représentations en examinant, sans s'appuyer sur des algorithmes explicites.